# 免税购物
免税购物（TFS）指消费者在购买商品或享有服务时，无需支付零售商通常所征收的任何税种， 如营业税、商品与服务税、增值税及消费税。
促进免税购物，方便游客收回税款，有助于吸引游客到更多国家旅游。TFS受国家条例的制约，如最低消费，以及退税产品种类的限制。退款商品必须为出口商品。然而，在节假日购买免税商品，并不意味着游客回国后也能免除与其消费相关的适用税项。
每天全世界有近52,000个人受益于免税购物。世界上有52个国家的320,000家商店可以免税购物。

## 免税购物国家和地区

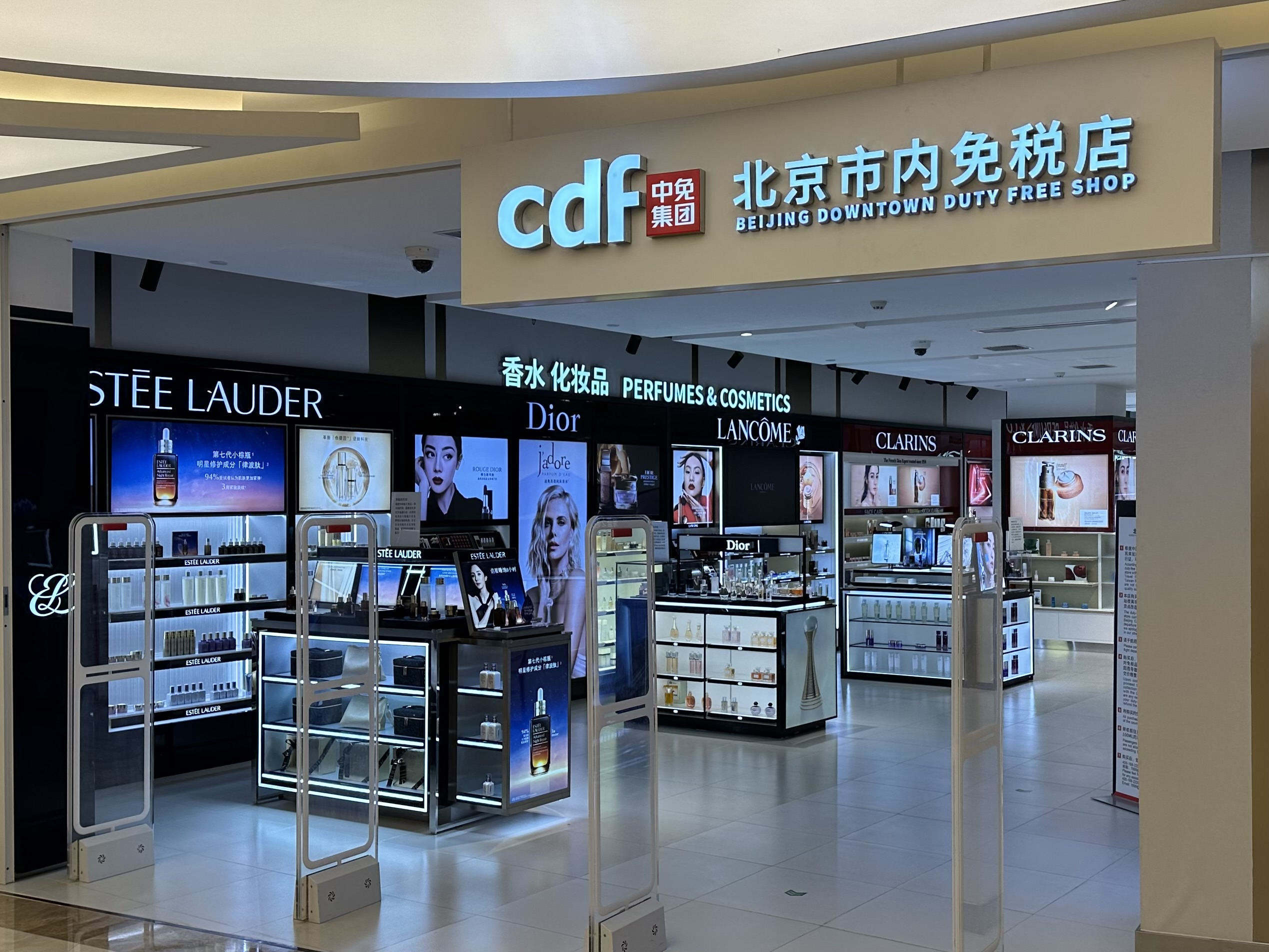
中免集团设于藍色港灣的北京市内免税店

征收增值税/消费税的130个国家中有52个允许外国游客报销税款。
以下地区提供免税购物：
阿根廷、澳大利亚、奥地利、比利时、克罗地亚、捷克共和国、丹麦、爱沙尼亚、芬兰、法国、德国、希腊、匈牙利、冰岛、印度尼西亚、爱尔兰、以色列、意大利、韩国、拉脱维亚、黎巴嫩、列支敦斯登、立陶宛、卢森堡、马来西亚、墨西哥、摩洛哥、荷兰、挪威、波兰、葡萄牙、塞尔维亚、新加坡、斯洛文尼亚、斯洛伐克、西班牙、南非、瑞典、瑞士、台湾、泰国、土耳其、美国、英国和越南。

## 退税服务平台
提供退税服务的平台有：U Shop免税、GB免税、VP免税、环球蓝联、Premier免税、Eurorefund、vatfree.com、FEXCO免税、Yvesam退税服务以及欧元自由购物。

## 退款
退款数额与VAT或GST以及游客购物所在地息息相关。VAT/GST是产品成本增加的税额，按商品零售价的百分比计算。在欧洲，票价通常包含VAT，但在美国，就比较少见。例如，如果商品价格中，VAT占20%，包含VAT的标价为100欧元，VAT就为16.67欧元（83.5+20%VAT=100€）。服务提供商可能会收取手续费。

## 各地的免税购物政策

### 欧盟
非欧盟成员国游客在除欧盟机场外的商店购物可享受免税，可在商品过关时要求退税。一般限制包括：游客必须拥有非欧盟国家的居住权，在欧盟停留不超过6个月，商品过关时购买时间不超过三个月，仅针对个人用品退税。游客需保存好消费收据，并在离开欧盟之前去海关盖出口验证章。收据条将会发往零售商，获得退税款。
欧盟各个国家可退还的VAT百分比、以及对最低消费额的限制都不尽相同。

### 美国
美国的一些司法辖区准许外国游客一出境，就退还消费税，如德克萨斯州。
在美国的免税州司法辖区内，所有居民都享有免税购物的特权。但是一些“远程”销售——包括向非免税州游客的销售、目录销售以及互联网销售——非免税州顾客在免税州司法辖区内购买商品虽然免税，但需在本州支付同等数量的（补偿）使用税。特拉华州免除所有的消费税，除了房产和汽车（3%的房地产转让税，以及2.75%的汽车牌照费）。例如，免税的新罕布什尔州的商家通常会向邻州——马萨诸塞州、佛蒙特州和缅因州，宣传免税购物的好处，却避开了一个事实，即消费者将商品带回家时，还需缴纳使用税。许多消费者没有缴纳使用税或送交纳税申报表的意识，或不知道商家无义务征收使用税，也没有义务间接支付使用税。但是，消费者有义务直接向州政府缴纳使用税，通常和年度所得税申报表相关。
非免税地区的美国居民通过邮购、电话或互联网，从其他州（或国家）购买商品时，需要交付同等数额的使用税。不可将这种使用税与互联网对其直接征收的互联网税相混淆，如比特税、宽带税、特许税，和电子邮件税。《2007年互联网免税法案修正案》禁止了大部分此类税目。该法案扩展了联邦《互联网免税法案》中的条款，截至2014年，该修正案仍在沿用，超出其最初制定的2007年的期限。
本国应纳税的商品在带回时，无论消费者在哪购买或以何种方式支付，都应以同样的比率纳税。许多本地消费税和使用税的免除需根据纳税人的身份而定（例如，慈善组织可免税），也可根据消费额免税（如，佛蒙特州110美元以下的衣服），特定类型的商品也可免税（如，防护服、食品、药物和教育材料）。
消费者在免税或低税的邻州购物时，即使是来自非免税司法管辖区，理论上也可能履行额外的纳税义务。例如，若邻州的税率比消费者本州的税率略低，即使消费者在购买地已纳税，在回去后也会面临额外纳税的压力。征税机关将税率差异称为“税收优惠”。
征税辖区通常对购买商业股票的商业纳税人免除使用税。这种政策适用于购买免税的转售商品，但若商品是由公司本身使用，则无法受惠免税优惠政策（如，公司汽车、办公用品，及清洁用品）。
一些国家收取增值税（VAT）或延伸至零售购物的商品与服务税（GST）。如果消费者所在州对此类商品征税，那么所征VAT或GST可能会作为一种凭证，以抵消使用税的欠费，除非不包括使用税，如马萨诸塞州。但是，如果旅途结束后，游客索要VAT或GST退款，游客居住地征税管辖区有权征收全额税款。
尽管大多数消费者没有缴纳使用税的意识，仍有可能以故意逃税的罪名受到严惩。任何消费者使用在线、电话邮购或旅游的方式进行免费购物时，如果她没有送交所需的纳税申请表，没有缴纳税款，或故意忽略年度送交表上的信息，相关机构就会以逃避州使用税的名义起诉该消费者。当征税管辖区追究纳税人未交使用税的责任时，通常也会进行额外的惩罚，并收取因未及时代缴必要的纳税申报单和税款，或可能作伪证称官方存档表格遗漏纳税信息而产生的应计利息。除非提交纳税申报单，否则应纳税款的诉讼时效不会生效。根据纳税人调整后的总收益，几乎所有纳税人都欠使用税，一些州为此提供了使用税规模的“安全港”。例如，收入超过100,000美元的人可以拨出收入的0.0005支付“使用税”，这样每次在其他州的消费不满1,000美元时，就无需考虑纳税事宜。
为了把握征收使用税的机会，美国一些州一直努力在州与州之间实施“简化”使用税协议。为实现此项涉及到多个州的协议，许多州都已颁布法规或考虑修订法规，修订内容要求公民公布他们在本州以外的年度购物使用税，如有不实，要接受伪证罪的惩罚。由于美国最高法院为各州征收消费者在其他免税或低税收的管辖区的交易消费税的工作设定了众多关卡，因而对使用税的征收的关注也得到增强。通过National Bellas Hess公司诉伊利诺伊州税务局，以及Quill集团诉北达科他州的案件，法院认为，美国宪法中的商业条款和正当程序条款要求，征税州与商品或服务供应商之间应该有一个物质形式的链接。这一要求既适用于商品目录销售，也适用于州以外的网络销售。因此，禁止州征收远程交易的消费税，因为那样做会违背宪法，加重州与州之间的商业负担。通过简化营业税计划，州可以征收远程网络及目录销售的使用税，以此替代消费税，这就是应对措施。
州税收官员还就简化营业税计划展开讨论，鼓励商人，特别是互联网销售领域，向需征收销售税所在州的消费者征税，作为交换，为商人减免部分税收。美国的一些州也在考虑开展纳税特赦活动，使用税和罚金可打折扣。但此项优惠仅在问责纳税义务开始之前展开。
也有人反对进一步加强征收使用税。消费者倡议指出，销售税和使用税是退步之举，不同程度地伤害了贫困家庭及个人的利益，花去了他们大部分收入。另外，流线型消费税项目必须追踪消费者在线买了些什么，而这个提议无疑又会导致隐私顾虑。

### 澳大利亚
在澳大利亚，澳大利亚被称为游客退税计划（TRS），海外游客或者澳洲居民游客购买特定商品并在60天内离开澳洲就可以申请商品及服务税（GST）和葡萄酒平衡税（WET）的退款，然后他们就可以将货物装在随身携带的包里或者身上直接带出澳洲。 退款条件为商品在离开澳洲前60天内购买，单笔支付总额（开单独的发票）为300澳元及以上（含GST），游客须持有货物的原始税务发票，并且货物须由一名官员在海关和边境保护局客户服务柜台进行验证。
索赔可在TRS退税柜台进行，这些柜台在国际机场或者澳洲一些海港的邮轮终点站均有设置。